# Molossus sinaloae
Molossus sinaloae е вид бозайник от семейство Булдогови прилепи (Molossidae).

## Разпространение
Видът е разпространен в Белиз, Гватемала, Гвиана, Колумбия, Коста Рика, Мексико (Синалоа), Никарагуа, Панама, Салвадор, Суринам, Тринидад и Тобаго, Френска Гвиана и Хондурас.